# Si vive solo due volte (romanzo)
Si vive solo due volte (titolo orig. You Only Live Twice) è un romanzo del 1964 dello scrittore britannico Ian Fleming, l'undicesimo con protagonista James Bond. Conclude la trilogia della SPECTRE, comprendente anche i romanzi Operazione tuono e Al servizio segreto di sua maestà. Pubblicato lo stesso anno in cui morì Fleming, contiene curiosamente il necrologio di James Bond.

## Trama

### Parte prima: è meglio viaggiare con un bagaglio di speranze...
M è decisamente scettico sulla capacità del suo agente migliore di reagire al grave lutto che lo ha colpito: l'uccisione della moglie. Lo "promuove" alla sezione dei rapporti con l'estero: 007 assume il nuovo codice 7777, destinazione Giappone. A Tokyo Bond conosce Dikko Henderson, il suo corrispettivo australiano, che lo presenta al capo dei servizi segreti giapponesi, Tigre Tanaka. L'uomo mostra a Bond un documento sovietico, decrittografato con il sistema MAGIC 44, relativo a prossimi esperimenti nucleari e a minacce da parte Chruščëv per indurre gli americani ad abbandonare gli alleati inglesi. Bond fa pervenire l'informazione a Londra e la minaccia viene sventata. Nel frattempo, il rapporto di amicizia fra Tigre e Bond si consolida.
James Bond e Tigre Tanaka, allietati da giovani geishe, si sfidano in una partita di morra. Si appartano poi nell'ufficio del capo dei servizi segreti giapponesi a parlare di affari. Il funzionario giapponese racconta a Bond di un atipico occidentale collezionista di morte: il dottor Shatterhand è giunto in Giappone con la moglie e ha acquistato un antico castello nel cui giardino coltiva alberi e piante velenose provenienti da varie parti del mondo. Nell'area sono presenti fumarole di origine vulcanica e c'è anche un laghetto artificiale che è stato riempito di piranha.
Il giardino è diventato meta di numerosissimi giapponesi che si vogliono suicidare. Il servizio ha le mani legate e il dottore ha installato sistemi di sicurezza anti-intrusione. Un agente inviato da Tanaka in missione al castello è tornato è stato ritrovato in stato di incoscienza, morendo poco dopo. Tanaka chiede a Bond, in cambio della possibilità di avere a disposizione il sistema MAGIC 44, di introdursi nel castello e uccidere il dottor Shatterhand.
James Bond è portato da Tigre Tanaka in un laboratorio, dove avvenenti ragazze lo trasformano in giapponese. Quindi i due prendono il treno per Fukuoka.

### Parte seconda: ...che arrivare
Giunti a Fukuoka, Tigre Tanaka mostra a Bond alcune foto del dottore e della moglie: l'agente britannico scopre con estremo stupore che si tratta di Ernst Stavro Blofeld, il fondatore della SPECTRE, e della sua compagna Irma Bunt. I due studiano la pianta del castello-fortezza: per giungervi senza essere scoperti, l'unica via è a nuoto dall'isola di Kuro. Sull'isola vive una comunità ama, che vive di pesca, praticata da giovani donne. Tigre ha organizzato il soggiorno di James Bond presso la casa di Kissy Suzuki, una ragazza che qualche anno prima aveva iniziato la carriera di attrice a Hollywood, ma aveva poi deciso di ritornare a vivere nell'isola.
007 giunge a Kuro e viene accompagnato da Kissy nella casa che la ragazza divide con i genitori. Nei due giorni seguenti esce con lei a pescare. Una sera, accompagnato dalla ragazza, attraversa a nuoto il braccio di mare che divide l'isola dal promontorio su cui sorge il castello. Mentre Kissy ritorna a Kuro, Bond scala la parete rocciosa sulla quale si erge il castello e riesce a penetrare nell'enorme giardino. Lo ispeziona e scopre un possibile accesso all'edificio; poi si nasconde in un deposito per attrezzi. La sera seguente si infiltra nel castello, ma viene scoperto quasi subito da una delle guardie di Blofeld che, azionando un comando, fa ruotare il pavimento su cui si trova Bond, facendolo precipitare di sotto.
Bond si risveglia seminudo, viene schiaffeggiato e malmenato sotto gli occhi di Blofeld e Irma Blunt. Come concordato con Tigre Tanaka, cerca di farsi passare per un minatore sordomuto di Fukuoka, ma la donna lo riconosce da una cicatrice sulla guancia sinistra. Bond riesce a liberarsi e a tramortire due delle guardie, ma gli sgherri di Blofeld sono troppi e l'agente viene sopraffatto. Blofeld per costringerlo a parlare decide di metterlo alla prova: lo porta in una stanza con un buco nel soffitto e una grossa voragine nel pavimento, sulla quale è posta una sedia con un buco al centro. La voragine è il camino di un geyser che erutta ogni quindici minuti. Bond è costretto ad accomodarsi sulla sedia: se è veramente un giapponese sordomuto, morirà, perché non avrà capito ciò che gli è stato spiegato, altrimenti si alzerà e verrà smascherato.  Proprio all'ultimo momento, Bond si getta sul pavimento e sfugge al getto rovente. Blofeld lo conduce quindi in un'altra stanza e dopo avergli parlato dei suoi progetti, compresi quelli che in passato erano stati distrutti da Bond, gli comunica che lo ucciderà con la propria spada. Bond afferra un lungo bastone e ingaggia un duello con Blofeld: tramortisce Irma Blunt, viene ferito al petto, ma riesce a strangolare Blofeld.
Dopo aver sabotato il meccanismo di regolazione del geyser, per indurre un'esplosione, Bond scappa dal castello, volando via su un pallone gonfiato a elio, installato per sostenere striscioni con scritte di dissuasione verso gli intrusi. In seguito all'esplosione, il castello viene distrutto, ma alcune guardie sparano verso il dirigibile, ferendo 007 alla testa. Bond cade in mare e viene salvato da Kissy, che lo attendeva ai piedi del muraglione. La pallottola ha procurato a Bond una profonda amnesia e Kissy decide di tenerlo con sé e di prendersi cura di lui. M, informato della morte del suo agente migliore, fa pubblicare sul Times un commosso necrologio.
Passano molti mesi: Bond convive ormai con la giovane amante giapponese, che non gli ha rivelato nulla del suo passato, né di essere incinta. Bond trova in un ritaglio di giornale la parola Vladivostok e pensa che sia in rapporto con il suo passato. Chiede a Kissy di aiutarlo ad andare lì per cercare di ricostruirlo. La ragazza, anche se a malincuore, accetta.

## Personaggi principali
- James Bond, agente segreto britannico
- Kissy Suzuki, bondgirl, pescatrice
- Tigre Tanaka, capo del servizio segreto giapponese
- Ernst Stavro Blofeld, fondatore della SPECTRE
- Irma Bunt, compagna di Blofeld

## Edizioni italiane
- Si vive solo due volte, traduzione di Enrico Cicogna, Collana R'65, Milano, Garzanti, 1965. - Collana Gialli n.94, Garzanti, 1976; Collana Oscar Narrativa n.1181, Milano, Mondadori, 1991, ISBN 978-88-043-5020-0; Collana TEADUE n.677, Milano, TEA, 1998, ISBN 978-88-781-8509-8.
- Si vive solo due volte, traduzione di Massimo Bocchiola, Collana Fabula n.415, Milano, Adelphi, 2025, ISBN 978-88-459-3968-6.

## Sequel
Nel racconto La morte viene dal passato (Blast from the past) di Raymond Benson (1996) James Bond scopre il figlio avuto con Kissy Suzuki e Irma Blunt irrompe a rovinargli la vita.

## Adattamenti cinematografici
Al romanzo è ispirato il film Agente 007 - Si vive solo due volte, regia di Lewis Gilbert (1967), con Sean Connery nella parte di Bond.